# Gunnilbo landskommun
Gunnilbo landskommun var en kommun i Västmanlands län.

## Administrativ historik
Kommunen bildades 1863 i Gunnilbo socken i Skinnskattebergs härad i Västmanland. Vid kommunreformen 1952 inkorporerades landskommunen i Skinnskattebergs landskommun som 1971 ombildades 1971 till Skinnskattebergs kommun.